# ماريا سوسانا كامينز
ماريا سوسانا كامينز (بالإنجليزية: Maria Susanna Cummins)‏ (9 أبريل 1827، سالم في الولايات المتحدة - 1 أكتوبر 1866 في الولايات المتحدة)؛ كاتِبة متخصّصة في أدب الأطفال وروائية أمريكية.

## روابط خارجية
- ماريا سوسانا كامينز على موقع الموسوعة البريطانية (الإنجليزية)